# Bailleul-Sir-Berthoult
Bailleul-Sir-Berthoult és un municipi francès situat al departament del Pas de Calais i a la regió dels Alts de França. L'any 2007 tenia 1.269 habitants.

## Demografia

### Població
El 2007 la població de fet de Bailleul-Sir-Berthoult era de 1.269 persones. Hi havia 475 famílies de les quals 90 eren unipersonals (45 homes vivint sols i 45 dones vivint soles), 150 parelles sense fills, 215 parelles amb fills i 20 famílies monoparentals amb fills.
La població ha evolucionat segons el següent gràfic:
Habitants censats

### Habitatges
El 2007 hi havia 491 habitatges, 475 eren l'habitatge principal de la família, 1 era una segona residència i 14 estaven desocupats. 468 eren cases i 22 eren apartaments. Dels 475 habitatges principals, 411 estaven ocupats pels seus propietaris, 59 estaven llogats i ocupats pels llogaters i 5 estaven cedits a títol gratuït; 6 tenien dues cambres, 35 en tenien tres, 117 en tenien quatre i 318 en tenien cinc o més. 409 habitatges disposaven pel capbaix d'una plaça de pàrquing. A 187 habitatges hi havia un automòbil i a 239 n'hi havia dos o més.

### Piràmide de població
La piràmide de població per edats i sexe el 2009 era:
| Homes | Edats   | Dones |
| ----- | ------- | ----- |
| 0     | 95 o +  | 0     |
| 0     | 90 a 94 | 4     |
| 4     | 85 a 89 | 16    |
| 4     | 80 a 84 | 4     |
| 16    | 75 a 79 | 28    |
| 24    | 70 a 74 | 32    |
| 32    | 65 a 69 | 36    |
| 24    | 60 a 64 | 12    |
| 8     | 55 a 59 | 8     |
| 40    | 50 a 54 | 40    |
| 40    | 45 a 49 | 36    |
| 64    | 40 a 44 | 48    |
| 32    | 35 a 39 | 48    |
| 76    | 30 a 34 | 52    |
| 16    | 25 a 29 | 36    |
| 24    | 20 a 24 | 8     |
| 36    | 15 a 19 | 36    |
| 44    | 10 a 14 | 20    |
| 56    | 5 a 9   | 36    |
| 36    | 0 a 4   | 28    |

## Economia
El 2007 la població en edat de treballar era de 835 persones, 637 eren actives i 198 eren inactives. De les 637 persones actives 599 estaven ocupades (328 homes i 271 dones) i 37 estaven aturades (18 homes i 19 dones). De les 198 persones inactives 50 estaven jubilades, 74 estaven estudiant i 74 estaven classificades com a «altres inactius».

### Ingressos
El 2009 a Bailleul-Sir-Berthoult hi havia 480 unitats fiscals que integraven 1.273 persones, la mediana anual d'ingressos fiscals per persona era de 21.411 €.

### Activitats econòmiques
Dels 41 establiments que hi havia el 2007, 3 eren d'empreses alimentàries, 3 d'empreses de fabricació d'altres productes industrials, 5 d'empreses de construcció, 6 d'empreses de comerç i reparació d'automòbils, 2 d'empreses de transport, 2 d'empreses d'hostatgeria i restauració, 7 d'empreses de serveis, 6 d'entitats de l'administració pública i 7 d'empreses classificades com a «altres activitats de serveis».
Dels 10 establiments de servei als particulars que hi havia el 2009, 1 era una oficina de correu, 1 paleta, 3 fusteries, 1 electricista, 3 perruqueries i 1 restaurant.
Dels 4 establiments comercials que hi havia el 2009, 1 era una botiga de menys de 120 m², 2 carnisseries i 1 una joieria.
L'any 2000 a Bailleul-Sir-Berthoult hi havia 9 explotacions agrícoles.

## Equipaments sanitaris i escolars
L'únic equipament sanitari que hi havia el 2009 era una farmàcia.
El 2009 hi havia una escola elemental.

## Poblacions més properes
El següent diagrama mostra les poblacions més properes.